# Athenry
Athenry (Baile Átha an Rí en irlandais) est une ville du comté de Galway en république d'Irlande.
La ville d'Athenry compte 3 950 habitants.
Elle est citée dans une chanson qui évoque la Grande famine, The Fields of Athenry, où un homme est déporté pour avoir essayé de se procurer illégalement du grain pour nourrir sa famille. La chanson raconte le dernier échange entre cet homme et sa femme, et leur amour brisé par la séparation :
« Low lie the fields of Athenry

Where once we watched the small free birds fly

Our love was on the wing

We had dreams and songs to sing

It's so lonely round the fields of Athenry. »
Cette ballade a notamment été interprétée par le guitariste folk irlandais Paddy Reilly.

## Voir aussi

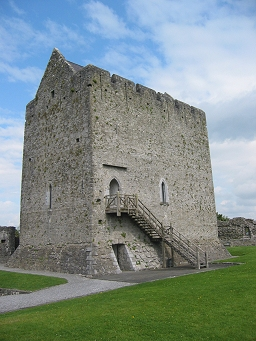
Château d'Athenry
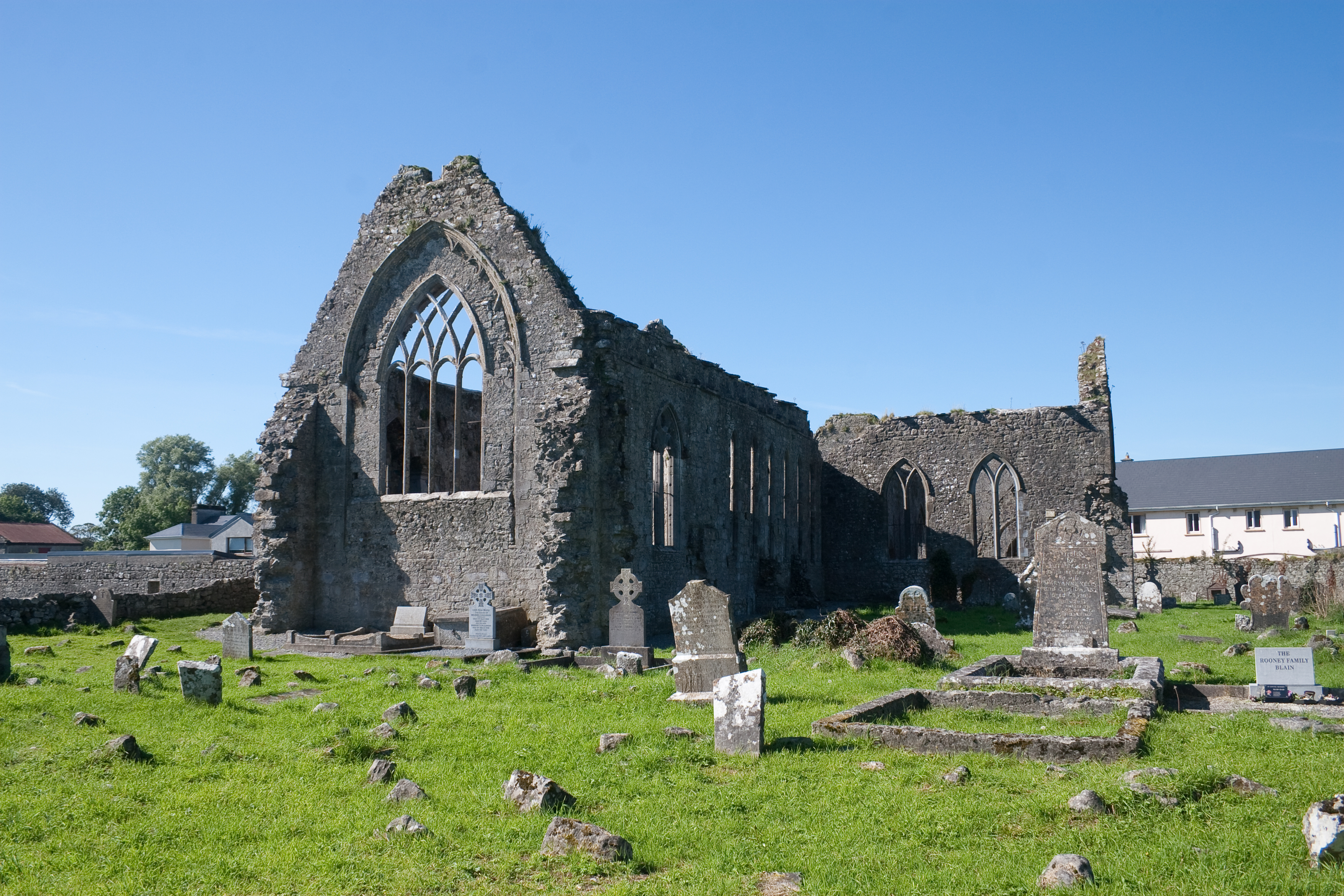
Prieuré dominicain
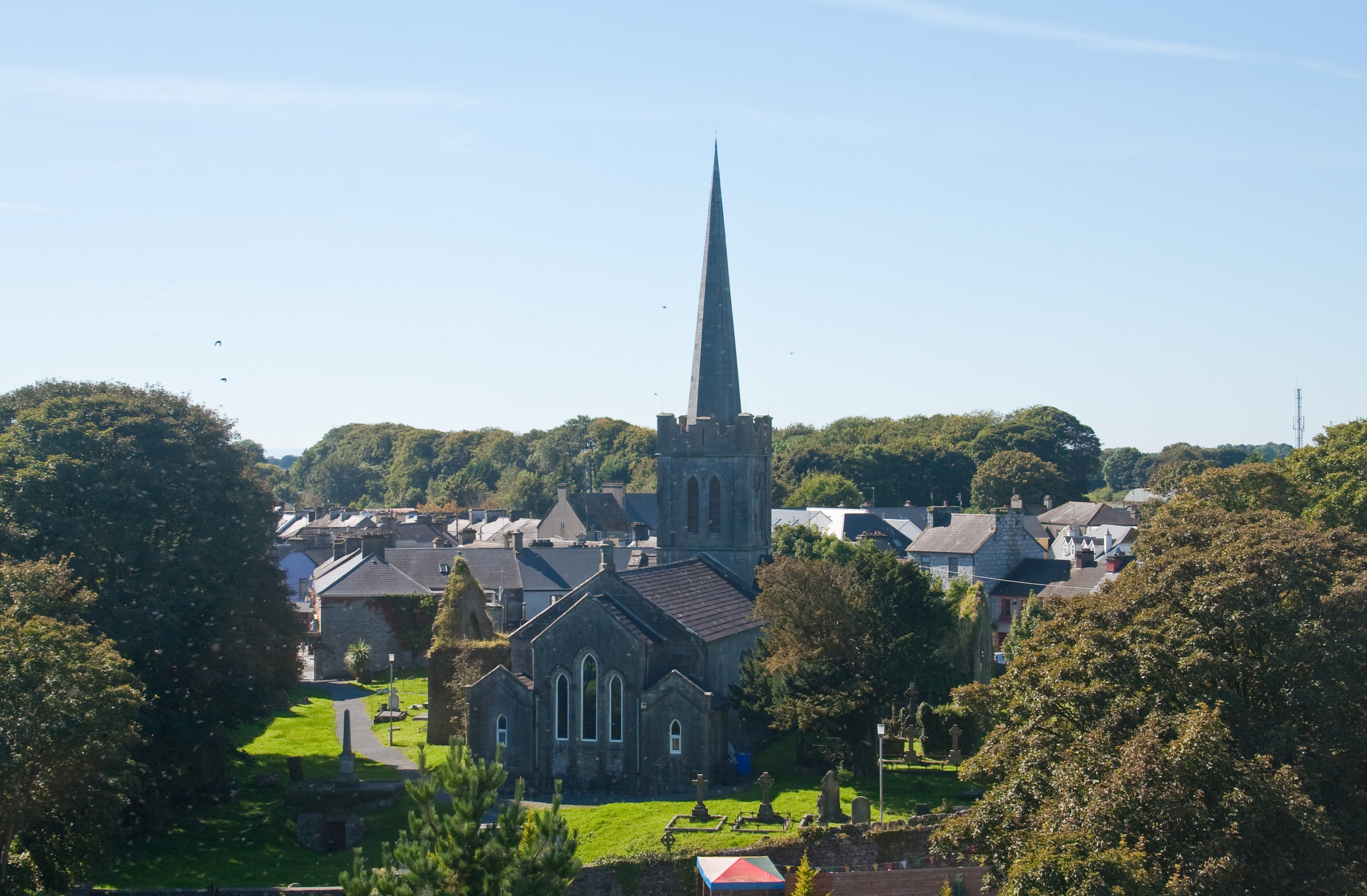
Église St Mary's Parish

## Jumelages
Quimperlé (France)